# Yolanda Sánchez Ogás
Yolanda Sánchez Ogás (Mexicali, México, 17 de julio de 1942) es una educadora, historiadora y promotora cultural mexicana conocida por su trayectoria en la preservación y difusión de la historia de Baja California, especialmente del Valle de Mexicali. Tuvo un papel relevante en la creación de los museos comunitarios de esta región. Por sus méritos y contribuciones, fue nombrada presidenta honoraria vitalicia de la Sociedad de Historia Centenario de Mexicali en 2003.

## Trayectoria
Sánchez Ogás nació en la colonia Loma Linda de Mexicali. Desde temprana edad mostró interés por la historia regional y se ha dedicado a investigar, preservar y difundir el patrimonio histórico de Baja California. Se graduó de la Escuela Normal Fronteriza en 1961, obteniendo su título como maestra de educación primaria. Su carrera como educadora se inició en la escuela primaria rural Xicoténcatl del Campo Uno del Shenk, en el valle de Mexicali. Durante su tiempo en esta escuela, tuvo contacto con la comunidad rural, lo cual despertó en ella sentimientos por la comunidad que la impulsaron a involucrarse y solidarizarse con las necesidades y problemas de las comunidades rurales de la región.
Además de su labor como maestra rural, Sánchez Ogás, en 1965, obtuvo el título de profesora especializada en historia de educación media de la Escuela de Pedagogía de la Universidad Autónoma de Baja California (UABC). Comenzó a impartir clases de historia en la Escuela Preparatoria Mexicali y en distintas escuelas secundarias de la ciudad donde alcanzó una trayectoria de más de 20 años.
Su pasión por la historia regional la llevó a involucrarse en la preservación del patrimonio histórico de Baja California. Durante sus investigaciones, se percató del estado de marginación de las comunidades indígenas, especialmente la comunidad cucapá de El Mayor. A partir de entonces, dedicó esfuerzos para investigar, recopilar testimonios y promover la historia y cultura de estas comunidades, por tal razón se le identifica como la mujer más reconocida en la historia de la cultura indígena Cucapa.
Con la creación del Instituto Nacional de Antropología e Historia (INAH) en Mexicali alrededor de 1985 comenzó a realizar investigaciones y exposiciones sobre el movimiento agrarista en el valle de Mexicali, que culminó en 1937 con el llamado Asalto a las Tierras. Trabajó estrechamente con los últimos sobrevivientes de este evento, sus viudas y descendientes, para divulgar su lucha.
En 1989, fue parte de la creación del Museo Comunitario del Asalto a las Tierras en la antigua escuela rural de Michoacán de Ocampo. Este museo se convirtió en un espacio importante para honrar la memoria de los campesinos y difundir la historia de la lucha por la tierra en la región. Además, participó en la fundación del Museo Comunitario de San Vicente y el Museo Comunitario Juan García Aldama en la comunidad cucapá de El Mayor, contribuyendo a la valoración y preservación del patrimonio cultural de las comunidades indígenas de Baja California.

## Obras
Entre sus obras destacadas, obtuvo el primer lugar en el concurso del libro de texto de historia regional en 1988, así como en el ensayo histórico sobre el agrarismo en Baja California en el mismo año. Su obra Bajo el sol de Mexicali obtuvo el tercer lugar en la categoría de ensayo histórico en el Certamen Literario convocado por el XIV Ayuntamiento de Mexicali en 1994.
Además, es autora de varias obras de crónica histórica, entre las que se encuentran:
- El movimiento agrario del valle de Mexicali (1987)
- De tierras muy lejanas. La cultura indígena en Baja California (1987)
- Para seguir accionando (1990)
- Bajo el sol de Mexicali (1998)
- Manos nativas. artesanías indígenas de Baja California (2003)[7]
- La educación indígena y pérdida cultural: antecedentes y situación actual en las comunidades indígenas de Baja California (2006)[8]
- Historia de los chinos en el valle y ciudad de Mexicali (2021)[9]

Estas obras reflejan su dedicación y contribución al estudio y difusión de la historia de Baja California, así como su interés en preservar la cultura indígena y documentar los movimientos agrarios en la región.